# Мюнтендам
Мюнтендам (нід. Muntendam) — село в нідерландській провінції Гронінген. Входить до муніципалітету Мідден-Гронінген.
Його площа становить 12,88км², а населення станом на 2021 рік складало 4 635 осіб.
До 1990 року мало статус окремого муніципалітету.

## Галерея

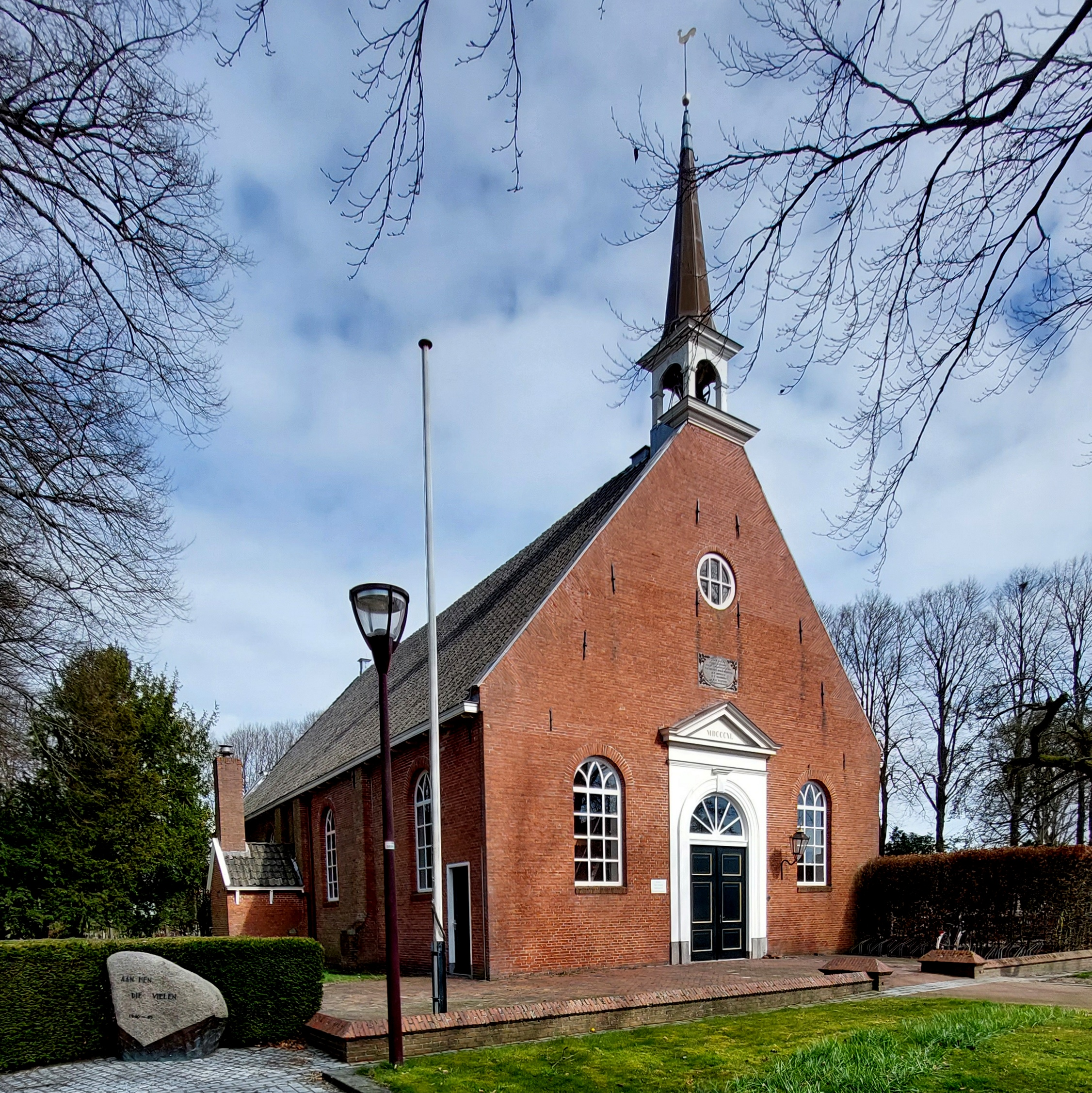
Протестантська церква
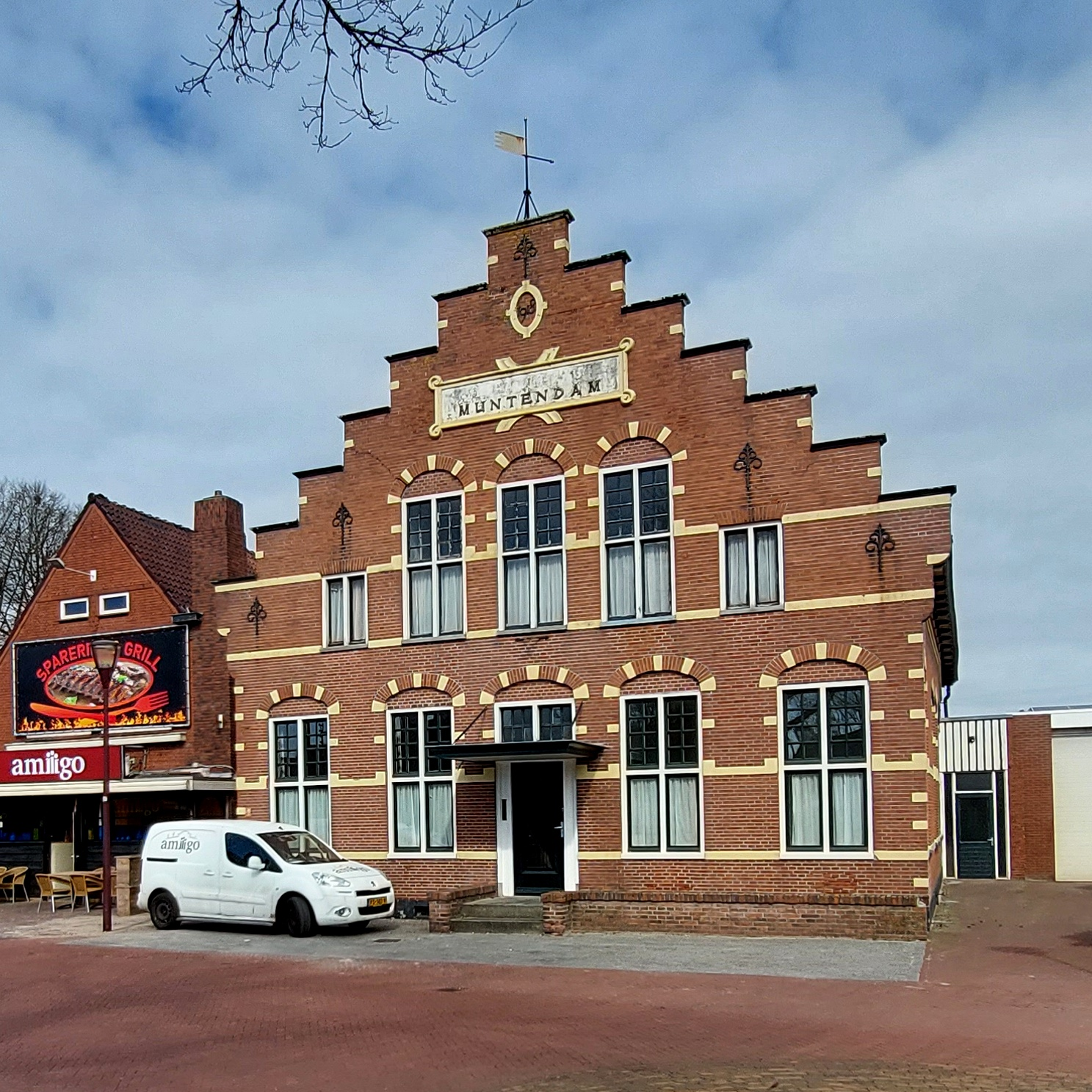
Будівля колишньої мерії
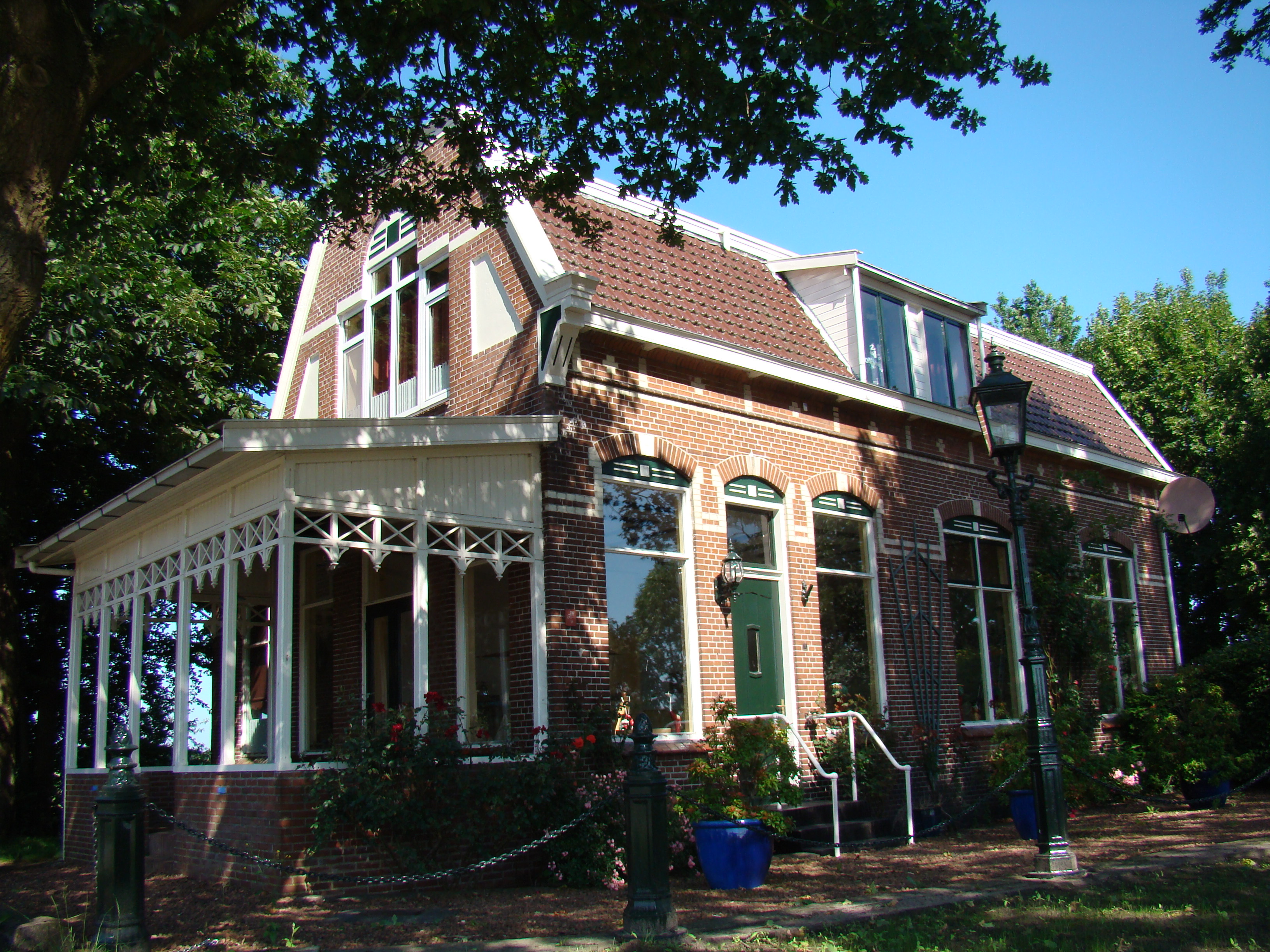
Сільський будинок
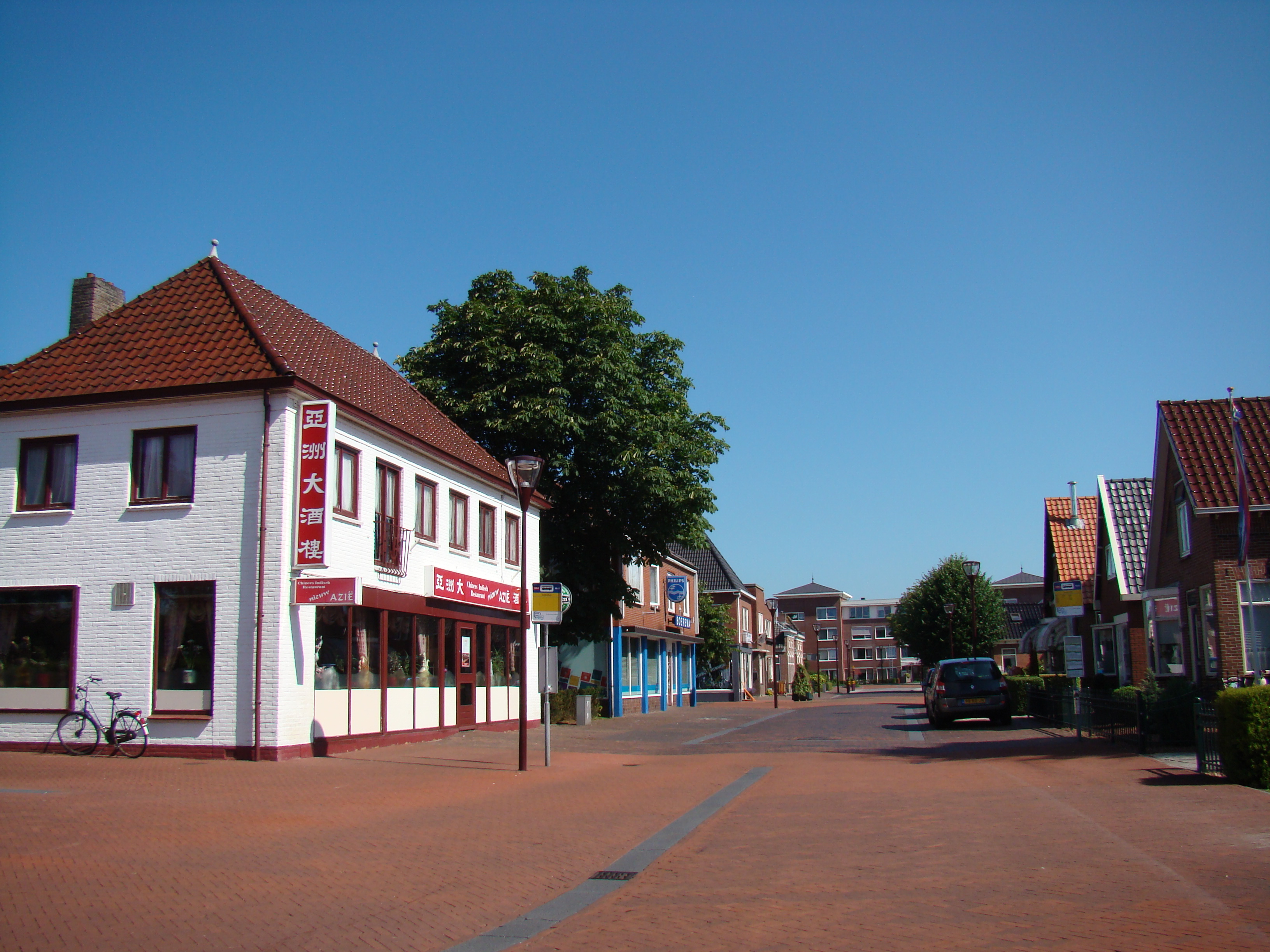
Вулична панорама